# 雑色官稲
雑色官稲（ぞうしきかんとう/ざっしきかんとう）とは、日本の律令制において特定の目的をもって正税とは別に諸国において保管されていた官稲。雑色稲・雑官稲・雑稲とも。

## 概要
雑色官稲は、大税（正税）とは別個に諸国の正倉に保管され、出挙によって運用されてその利息部分を経費として充てた。
代表的なものとして次のものが挙げられる。
- 郡稲
- 公用稲
- 地子稲
- 官奴婢食料稲
- 駅起稲
- 兵家稲
- 神税[1]

その後、天平年間に入ると地方財政や出挙の円滑化のために雑色官稲を整理・統合して正税に組み入れる政策が実施された。これを「官稲混合」という。これによって、一旦は全ての雑用官稲が廃止（特殊な性格を持つ神税を除く）されるが、その後正税から国分二寺稲・救急稲が成立するなど、雑色官稲が完全に消滅した訳でなかった。